# Miss Universe Slovenije 2004
Miss Universe Slovenije 2004 je lepotno tekmovanje, ki se je zgodilo leta 2004 v studiu Viba film.
Nastopilo je 15 ali 16 deklet. Voditelj je bil Robert Erjavec.

## Uvrstitve
- Zmagovalka Sabina Remar
- 1. spremljevalka Ina Jager
- 2. spremljevalka Slavica Stanojevič
- miss fotogeničnosti Tina Petelin
- miss planet 2004 Jerica Kravos

## Glasbeni gostje
Nastopili so Petar Grašo, Game Over, Partysan, BBT in Nuša Derenda.